# Ascotis glaucotoxa
Ascotis glaucotoxa är en fjärilsart som beskrevs av Louis Beethoven Prout 1927. Ascotis glaucotoxa ingår i släktet Ascotis och familjen mätare. Inga underarter finns listade i Catalogue of Life.